# Episodi di Orange Is the New Black (quinta stagione)
La quinta stagione della serie televisiva Orange Is the New Black  è stata pubblicata sulla piattaforma on demand Netflix il 9 giugno 2017 in tutti i territori in cui il servizio è disponibile.
In Italia la stagione è stata interamente pubblicata in contemporanea sulle piattaforme on demand Infinity TV e Netflix.
Jason Biggs e Samira Wiley ricompaiono come guest star.
| nº | Titolo originale                | Titolo italiano                   | Pubblicazione USA | Pubblicazione Italia |
| -- | ------------------------------- | --------------------------------- | ----------------- | -------------------- |
| 1  | Riot FOMO                       | La paura di perdersi la rivolta   | 9 giugno 2017     | 9 giugno 2017        |
| 2  | Fuck, Marry, Frieda             | Scopa, sposa, Frieda              | 9 giugno 2017     | 9 giugno 2017        |
| 3  | Pissters!                       | Pisciasorelle!                    | 9 giugno 2017     | 9 giugno 2017        |
| 4  | Litchfield's Got Talent         | Litchfield's Got Talent           | 9 giugno 2017     | 9 giugno 2017        |
| 5  | Sing It, White Effie            | Cantala, White Effie              | 9 giugno 2017     | 9 giugno 2017        |
| 6  | Flaming Hot Cheetos, Literally  | Cheetos in fiamme… letteralmente  | 9 giugno 2017     | 9 giugno 2017        |
| 7  | Full Bush, Half Snickers        | Pube completo, mezzo Snickers     | 9 giugno 2017     | 9 giugno 2017        |
| 8  | Tied to the Traintracks         | Legata ai binari                  | 9 giugno 2017     | 9 giugno 2017        |
| 9  | The Tightening                  | La stretta al cuore               | 9 giugno 2017     | 9 giugno 2017        |
| 10 | The Reverse Midas Touch         | Il tocco di re Mida al contrario  | 9 giugno 2017     | 9 giugno 2017        |
| 11 | Breaking The Fiberboard Ceiling | Rompere il soffitto di truciolato | 9 giugno 2017     | 9 giugno 2017        |
| 12 | Tattoo You                      | Un tatuaggio per te               | 9 giugno 2017     | 9 giugno 2017        |
| 13 | Storm-y Weather                 | Aria di tempesta                  | 9 giugno 2017     | 9 giugno 2017        |

## La paura di perdersi la rivolta
- Titolo originale: Riot FOMO
- Diretto da: Andrew McCarthy
- Scritto da: Jenji Kohan
- Personaggio in primo piano: -

### Trama
La puntata si apre con Daya che, così come l'abbiamo lasciata, si trova a puntare la pistola contro Humps e decide di mirare agli attributi di quest'ultimo, centrando però una gamba. A terra e ferita, la guardia Humps viene presa a calci dalla detenuta Ramos che così consuma la sua vendetta. Le ragazze nere fanno irruzione nell'ufficio di Caputo costringendolo a girare un video dove esprime parole di elogio per Poussey, per poi pubblicarlo su Twitter; il video però non raggiunge il numero di visualizzazioni sperato.
Nei bagni, Alex confida a Piper di essere ancora ossessionata dai sensi di colpa per la morte di Aydin e il trasferimento di Lolly nel reparto psichiatrico. Linda Ferguson, che si era nascosta lì al momento dello scoppio della rivolta, le sente, ma viene scoperta dalle due, che accettano di aiutarla a simulare di essere una detenuta in cambio del suo silenzio.
Intanto Gloria, temendo che la guardia possa morire e che quindi Dayanara possa essere accusata di omicidio, porta l'uomo da Sophia, la quale, avendo esercitato la professione di pompiere, conosce anche i rudimenti del primo soccorso.
Suzanne, sconvolta dalla morte di Poussey, si è seppellita sotto gli scaffali della biblioteca sostenendo di voler provare la sensazione di morire soffocata. Viene però trovata da Brook, che la porta in infermeria, dove si riappacifica con Maureen.
Gina, tentando di spegnere l'allarme della prigione, commette l'errore di tagliare anche il cavo dell'interruttore generale della luce, lasciando il carcere nel buio più totale.
- Guest star: Michael Torpey (Thomas "Humps" Humphrey), Beth Dover (Linda Ferguson), Dale Soules (Frieda Berlin),  Rosal Colon (Ouija), Abigail Savage (Gina Murphy), Matt Peters (Joel Luschek), Blair Brown (Judy King), James McMenamin (Charlie Coates)

## Scopa, sposa, Frieda
- Titolo originale: Fuck, marry, Frieda
- Diretto da: Constatine Makris
- Scritto da: Jordan Harrison
- Personaggio in primo piano: Frieda Berlin

### Trama
Le detenute hanno ormai il controllo completo del carcere. Le Latine costringono Caputo e le guardie prese come ostaggi a spogliarsi nella cappella, sotto gli occhi di tutte le altre detenute. Alex, disgustata dalla scena, abbandona la sala. Una foto degli ostaggi in biancheria intima viene postata su internet.
Daya, turbata al pensiero delle future conseguenze delle sue azioni, vaga per il carcere in stato confusionale, finché qualcuno non la colpisce in testa. Al suo risveglio, la pistola è sparita ma ella continuerà a fingere di averla ancora per evitare che la loro autorità venga messa in discussione.
Brook, distrutta per la morte della sua ragazza, viene sorprendentemente consolata da Judy King, che in realtà voleva solo approfittarsi della situazione.
Humphrey perde troppo sangue perché Sophia possa aiutarlo e viene quindi portato in infermeria, dove ormai è rimasto solo un infermiere. Maureen, per vendicarsi di tutti i soprusi da lui commessi, immette dell'aria nella sua flebo, procurandogli un'ischemia cerebrale che lo lascia semi-paralizzato.
Viene mostrato un bunker ricavato da Frieda nei sotterranei della prigione.

#### Flashback
Viene narrata l'infanzia di Frieda, cresciuta con un padre paranoico e ossessionato dal possibile scoppio di una guerra nucleare contro l'Unione Sovietica, tanto da costringere la figlia a vivere in un bunker nei boschi.
- Guest star: Dale Soules (Frieda Berlin), Michael Torpey (Thomas "Humps" Humphrey), Beth Dover (Linda Ferguson),  Abigail Savage (Gina Murphy), Matt Peters (Joel Luschek), Blair Brown (Judy King), James McMenamin (Charlie Coates)

## Pisciasorelle!
- Titolo originale: Pissters!
- Diretto da: Phil Abraham
- Scritto da: Rebecca Angelo & Lauren Schuker Blum
- Personaggio in primo piano: Linda Ferguson

### Trama
I rappresentanti dell'MCC, vista la foto delle guardie in biancheria intima, capiscono che le detenute fanno sul serio. Preoccupati dell'effetto che la rivolta potrebbe avere sulla loro immagine pubblica ma, soprattutto, dell'incolumità di Judy King, decidono di venire incontro alle richieste delle detenute.
Il gruppo di Taystee, dopo un sondaggio, compila allora una lista di richieste, tra cui l'arresto di Bayley per l'omicidio di Poussey, il licenziamento di Piscatella, il ripristino del programma educativo per l'ottenimento del diploma, migliore assistenza sanitaria, cibo commestibile per la mensa, amnistia per le detenute coinvolte nella rivolta e, infine, una fornitura di snack.
Lorna e Nicky prendono possesso della farmacia e, per liberarsi di Angie e Leanne che cercano di accedere ai medicinali, danno loro degli sciroppi per la tosse. Le due tossiche, dopo averli consumati tutti, indossano le divise tolte alle guardie e iniziano a correre per il carcere, abbassando i pantaloni alle altre detenute e terrorizzando Judy King, che tenta di fuggire ma è presa come ostaggio dalle naziskin.
Intanto Suzanne e Maureen hanno abbandonato l'infermeria e sono tornate sul luogo della morte di Poussey. Linda sembra essersi integrata tra le detenute, mentre Alex e Piper scoprono sul suo cellulare delle foto in cui è insieme a Caputo.
Bayley, sentendosi in colpa per l'accaduto, tenta di costituirsi allo sceriffo, ma viene considerato ubriaco e chiuso in cella per una sola notte.
Artesian McCullough capisce che Dayanara non ha più la pistola e propone di assaltare le detenute nel momento in cui entreranno a portare loro da mangiare. Con sgomento di Caputo, la "detenuta" a cui il compito viene affidato è Linda.

#### Flashback
Sono i primi anni '90 e una ventenne Linda Ferguson, all'epoca studentessa del college, diventa capo della sua sorellanza dopo la morte per assideramento della precedente leader, Meggan, da lei abbandonata ubriaca in mezzo alla neve.

## Litchfield's got talent
- Titolo originale: Litchfield's got talent
- Diretto da: Nick Sandow
- Scritto da: Josh Koenigsberg, Jenji Kohan & Tara Hermann
- Personaggio in primo piano: Alison Abdullah

### Trama
Per evitare che le guardie attacchino Linda, Caputo ordina loro di abbandonare il piano, sostenendo che sia ancora troppo presto.
Angie e Leanne continuano a tirare giù i pantaloni delle detenute; quando tentano di farlo con Gloria, le fanno cadere dalla tasca la pistola sottratta a Daya, di cui Angie entra in possesso. Eccitate dalla novità e ancora sotto l'effetto dei farmaci, le due tossiche decidono di organizzare un talent show con gli ostaggi come concorrenti. Il vincitore risulta essere Josh, il responsabile delle risorse umane dell'MCC, a cui viene data la possibilità di decretare chi tra gli altri ostaggi debba essere punito. Lui, senza esitazione, sceglie Caputo, che viene rinchiuso in uno dei bagni chimici.
Suzanne, convinta che lo spirito di Poussey sia ancora nella caffetteria, organizza una seduta spiritica insieme a Maureen e Brook. Pennsatucky scopre che Donuts è ancora al Litchfield e lo nasconde nella lavanderia, per evitare che venga aggiunto agli altri ostaggi.
Blanca offre a Red, esausta per la privazione di sonno causata da Piscatella, quelle che sostiene essere vitamine, ma che in realtà sono anfetamine datele da Nicky. Le due donne, sotto l'effetto degli stupefacenti, iniziano a frugare negli schedari di Caputo alla ricerca della cartella di Piscatella. Scoprono che la guardia era stata cacciata dalla prigione di massima sicurezza perché sospettato di essere coinvolto nella morte di un detenuto, trovato nella doccia con il corpo coperto da ustioni di terzo grado. Judy rivela alle naziskin che un elicottero sta per atterrare sul tetto della prigione per consegnarle dei viveri. Loro, coprendosi le teste rasate con delle sciarpe, la portano sul tetto, ma quando capiscono che ha mentito cercano di buttarla di sotto. In quel momento arriva un elicottero, che è però mandato dalla televisione locale: i cameramen riprendono delle donne coperte da un velo che strattonano una Judy King legata e incosciente.

#### Flashback
Viene mostrata Alison Abdullah nel tentativo di convincere suo marito a prendere una seconda moglie che la aiuti con la casa e con sua figlia Farah. Suo marito, riluttante, accetta. È introdotta la seconda moglie di Mr.Abdullah, Sahar, che lega con Farah rendendo Alison gelosa.

## Cantala, White Effie
- Titolo originale: Sing It, White Effie
- Diretto da: Phil Abraham
- Scritto da: Molly Smith Metzler
- Personaggio in primo piano: Janae Watson

### Trama
Il video di Judy King sorretta dalle naziskin velate viene interpretato dai media come un attacco terroristico musulmano contro i cristiani. Il governatore si infuria contro l'MCC, che non sta facendo nulla per risolvere la situazione, e invia una squadra fuori del Litchfield.
Intanto, Aleida si reca in diversi centri per la manicure alla ricerca di lavoro, ma senza risultato. Viene chiamata da Gloria che vorrebbe parlarle della rivolta e di quello che Dayanara ha fatto, ma alla fine le manca il coraggio e si limita a rassicurarla sulle condizioni della figlia.
Il gruppo di Taystee, su consiglio di Josh delle pubbliche relazioni, vuole obbligare Judy King ad uscire dal carcere e a leggere le loro richieste di fronte alle telecamere appostate all'ingresso, ribadendo che lei non è un ostaggio ma una delle rivoltose. All'ultimo momento, però, Taystee prende la parola al posto suo, sostenendo che quella non è la battaglia di Judy, che ha ottenuto un trattamento di favore fin dal suo arrivo, ma la loro, di quelle che non hanno nessun mezzo per difendersi dalle ingiustizie del sistema. Alla fine, Judy King viene liberata.
Angie e Leanne trovano Coates nella lavanderia e decidono di portarlo tra gli altri ostaggi, ma Tiffany strappa la pistola dalla cintura di Angie e ordina alle due tossiche di lasciarlo andare. Lancia allora la pistola alla guardia, che afferrandola fa partire un colpo, ferendo la mano di Leanne. Nel trambusto generale Coates, grazie alla pistola, riesce a scappare.

#### Flashback
Una giovane Janae Watson, tra le studentesse più brillanti della classe, viene accompagnata dalla sua insegnante a visitare una prestigiosa scuola privata. Lì si rende conto di quanti privilegi e opportunità abbiano i suoi coetanei bianchi e ricchi. Tornata nella sua vecchia scuola, le sue prestazioni nello studio calano bruscamente. Interrogata dall'insegnante al riguardo, risponde che sarebbe inutile impegnarsi, se non potrà mai competere con chi è nato più fortunato di lei.

## Cheetos in fiamme...letteralmente
- Titolo originale: Flaming Hot Cheetos, literally
- Diretto da: Andrew McCarthy
- Scritto da: Lauren Morelli
- Personaggio in primo piano: Tasha "Taystee" Jefferson

### Trama
Pennsatucky viene sottoposta ad un finto processo da parte delle altre detenute per aver aiutato Coates a fuggire, e Big Boo la rappresenta come avvocato. Alla fine viene condannata a svolgere servizio comunitario, con grande indignazione di Leanne, il cui dito colpito dal proiettile di Ciambella è ancora fuori uso.
Aleida viene invitata a partecipare ad un talk show per parlare della situazione al Litchfield, ma il programma viene interrotto per via del suo linguaggio sboccato. Bayley cerca di suicidarsi ingerendo il colorante usato da suo padre per tingere il pelo dei cani, solo per scoprire che non è tossico.
Morello, dopo aver respinto Nicky per settimane, le chiede di fare sesso con lei. Alla fine, rivela di essere convinta di aspettare un bambino da Vince. Nicky, profondamente amareggiata, confessa di amarla, ma di essere stanca del suo comportamento e la invita a cercare aiuto.
Janae aiuta Brook a sfogare nell'attività fisica la rabbia per la morte di Poussey. Frieda, stufa del trambusto della rivolta, invita Norma, Gina, Gloria, Anita e "Yoga" Jones nel suo bunker sotterraneo. Nel frattempo alcune detenute, tra cui Dayanara e Maria Ruiz, si sono distaccate dal gruppo e si sono unite ad Alex in giardino.
Nita, l'assistente del governatore, consegna alle detenute un'enorme fornitura di snack e tamponi, sperando di indurle a collaborare. Telefona poi a Taystee per chiedere il rilascio degli ostaggi, e a quel punto la ragazza capisce che non hanno intenzione di soddisfare le altre richieste. Allora, con l'aiuto di Cindy, Alison e Piper, brucia tutti gli snack e i tamponi all'ingresso del carcere.

#### Flashback
Il giorno del suo diciottesimo compleanno, la direttrice della casa-famiglia in cui Taystee ha trascorso l'adolescenza le consegna una lettera scritta dalla sua madre biologica, desiderosa di incontrarla. La donna le rivela di essere rimasta incinta a 15 anni e di essere stata costretta a lasciarla, ma di avere l'intenzione di portarla a vivere con suo marito e la sua seconda figlia. Non avrà però mai il coraggio di rivelare la verità alla sua famiglia.

## Pube completo, mezzo Snickers
- Titolo originale: Full Bush, Half Snickers
- Diretto da: Uta Briesewitz
- Scritto da: Anthony Natoli
- Personaggio in primo piano: -

### Trama
All'interno del carcere, nonostante i viveri siano ormai agli sgoccioli, le detenute sembrano aver creato una comunità pacifica. L'unica che sembra insoddisfatta è Suzanne, cui la rottura della sua routine sta procurando allucinazioni e attacchi di panico. Cindy e Alison la aiutano ricreando una Litchfield pre-rivolta, in cui le guardie prese come ostaggi interpretano i detenuti.
Lorna riesce a chiamare Vince e a chiedergli di andare da lei in carcere. Essendo impossibile sia per lui entrare che per lei uscire, Lorna si fa trovare sul tetto del carcere con uno striscione che annuncia la sua gravidanza e Vince, terrorizzato, fugge via con l'auto.
Big Boo, chiaramente attratta da Linda, le regala una collana realizzata all'uncinetto da una delle detenute. La difende poi quando cercano di rubargliela, e Linda rimane così colpita da finire per fare sesso con lei.
Intanto, essendo finito il caffè, l'idillio nato nel carcere finisce e scoppia una rissa tra le detenute. Angie e Leanne, per farla pagare a Pennsatucky, urinano all'interno della "bibita gialla" che Doggett sta distribuendo come parte del suo servizio comunitario. Gloria viene a sapere da sua zia Lourdes che, dopo una rissa, suo figlio Benny è finito in terapia intensiva con un ematoma al cervello.
Taystee e Piper decidono di creare un'opera d'arte in memoria di Poussey, e chiedono a tutte le detenute interessate di presentare le loro proposte al riguardo. Vince l'idea di Brook: trasformare il carcere in un'enorme biblioteca, con i libri dislocati ovunque. Durante la cerimonia di apertura dell'opera, una Morello in lacrime osserva Nicky baciare un'altra detenuta.

## Legata ai binari
- Titolo originale: Tied to the Tracks
- Diretto da: Michael Trim
- Scritto da: Carolina Paiz
- Personaggio in primo piano: Aleida e Dayanara Diaz

### Trama
Flores e Red, ancora sotto l'effetto delle anfetamine, inviano un messaggio a Piscatella con il cellulare di Humphrey, chiedendogli di entrare per aiutarli e rassicurandolo sul fatto che le detenute non sono armate; sperano così di potersi vendicare del capo delle guardie.
Il gruppo di Taystee, insieme a Piper, è in attesa del negoziatore che è stato loro inviato dal governatore, chiedendosi chi possa essere; la sorpresa delle detenute è enorme quando a bussare alle porte del carcere è Natalie Figueroa.
Judy King è invitata come ospite in un programma televisivo per parlare della sua esperienza in carcere; con suo sgomento, anche Aleida è in studio come ospite e rivela subito il trattamento di favore a lei riservato. Indispettita, Judy si lascia sfuggire del colpo sparato contro una guardia da parte "della ragazza spagnola che non parla spagnolo", zittendo immediatamente Aleida che capisce che sta parlando di sua figlia. Questa dichiarazione fa scoppiare un pandemonio, dal momento che ancora nessuno sapeva della guardia ferita.
Judy rivela anche che Humphrey è incapace di muoversi e di parlare per via dell'ictus, ridicolizzando Piscatella, che stava cercando di convincere la task force ad intervenire mostrando i messaggi che lui in realtà sta scambiando con Blanca e Red.
Gloria supplica Caputo, ancora rinchiuso nel bagno chimico, di concederle un permesso per andare a trovare Benny in ospedale. Impietosito, Caputo le dà un numero da chiamare con il telefono del suo ufficio per chiedere aiuto; aggiunge però che, per ottenere il permesso, dovrà probabilmente aiutare le autorità a sedare la rivolta. Subito dopo Gloria viene chiamata da Aleida, furiosa con lei per non averle rivelato la verità. Diaz chiede di poter parlare con Daya e la sollecita a dichiarare di aver agito per difesa personale ma lei, stanca delle intrusioni della madre, riattacca il telefono.
Taystee, intanto, sta tenendo perfettamente testa a Fig, sottolineando che ci sarebbero le disponibilità economiche per assicurare un migliore stile di vita alle detenute, se solo qualcuno non avesse sottratto dei fondi. Proprio in quel momento, però Fig riceve una telefonata in cui viene messa al corrente dello sparo ad Humphrey; mette quindi fine alle negoziazioni, sostenendo che nessuna delle richieste sarà presa in considerazione se la colpevole non si consegnerà.
Dopo un'accesa discussione, le detenute decidono di consegnare Dayanara per ottenere giustizia per Poussey. Sorprendentemente, Daya è d'accordo e ammette pubblicamente la sua colpevolezza, non prima di aver telefonato a Delia Powell per confessarle che sua figlia è viva e che vuole che lei la cerchi e la tenga con sé.
L'episodio termina con Piscatella che si introduce nel carcere senza che nessuno se ne accorga.

#### Flashback
Viene mostrato un episodio nell'adolescenza di Dayanara: la ragazza, seguendo il consiglio della madre, fa un avance ad un amico di infanzia, nonostante la sua migliore amica sia innamorata di lui, finendo per essere allontanata da entrambi.

## La stretta al cuore
- Titolo originale: The Tightening
- Diretto da: Erin Feeley
- Scritto da: Jordan Harrison
- Personaggio in primo piano: Galina "Red" Reznikov

### Trama
Questo episodio riprende la fine del precedente, con la scena di Piscatella che si introduce nel carcere per punire Red, catturando tutte le persone a lei più vicine. La prima vittima del capo delle guardie è Flores, che tenta inutilmente di lottare con lui, ma viene presto sopraffatta.
Intanto, Red è nella sua cuccetta con Nicky, che la sta aiutando a superare la crisi di astinenza da amfetamine e continua a ripetere che Piscatella è lì. Nicky, convinta che sia la droga a parlare, va in cucina a prendere del ghiaccio da applicarle sulla fronte, ma lungo il tragitto viene intercettata da Piscatella. Quando non la vede tornare, Red va da Morello in farmacia per chiederle se sappia dove Nicky sia finita. Lì trova Cabrera, che la avvisa della sparizione di Blanca.
Ormai certa che il capo delle guardie sia il responsabile di quanto sta accadendo, Red inizia a pensare che anche Norma, Gina, Gloria, Jones, DeMarco e Frieda, ancora nascoste nel bunker di quest'ultima, siano state sequestrate da Piscatella per far soffrire lei. Più tardi, trova in uno dei suoi libri di cucina il messaggio scritto da Frieda ("Vuoi sapere dov'è la tua gente?") con la mappa per il bunker; non essendo firmato, non fa altro che rendere Red ancora più paranoica. Nel frattempo, anche Big Boo, Alex e Piper vengono fatte ostaggio da Piscatella.
Dayanara è stata trasferita nella prigione di massima sicurezza e Taystee spera di riuscire ad ottenere qualche risultato con Figueroa, ma la donna ha perso fiducia in loro dopo la scoperta di quanto avvenuto ad Humphrey. Per ottenere maggiore credibilità, le detenute portano lì Caputo.
Lorna, sconvolta per la fuga di Vince e stanca di essere trattata da pazza, si rifiuta di somministrare gli anti-psicotici a Suzanne, sostenendo che lei va benissimo com'è e che sono gli altri a volerla far passare per malata. Intanto Red è riuscita a trovare le ragazze della sua "famiglia", legate e imprigionate in uno sgabuzzino; mentre fa per liberarle, viene però interrotta da Piscatella.

#### Flashback
Siamo nella Russia comunista degli anni '70, durante la giovinezza di Red, che lavora in una fabbrica ed è insoddisfatta della sua vita. Ad una festa conosce un ragazzo che commercia jeans americani di contrabbando e con cui comincia una focosa relazione. Quando però i suoi complici spariscono misteriosamente e lui non fa nulla per aiutarli, preferendo piuttosto interrompere la sua attività, Galina, delusa, lo lascia. A quel punto accetta la proposta di matrimonio di Dmitri, uno dei sorveglianti della fabbrica in cui lavora, da lungo tempo innamorato di lei, che le offre di portarla con sé in America.

## Il tocco di re Mida al contrario
- Titolo originale: The Reverse Midas Touch
- Diretto da: Laura Prepon
- Scritto da: Rebecca Angelo, Lauren Schuker Blum
- Personaggio in primo piano: Desmond "Desi" Piscatella

### Trama
Piscatella immobilizza Red e inizia ad insultarla e tormentarla davanti alla sua "famiglia". Alex nota un paio di forbici a terra e cerca di raggiungerle con le mani legate dietro la schiena, mentre Nicky parla con Piscatella per distrarlo, ma tutto ciò che ottiene è di farlo infuriare ulteriormente. La guardia inizia a tagliare i capelli di Red, ferendole lo scalpo.
Angie e Leanne sono riuscite a trovare la falange mancante di quest'ultima, ma l'infermiere Adarsh dice loro che ormai è passato troppo tempo per poterla riattaccare al dito. Le due tossiche liberano allora la guardia Stratman dal bagno chimico per amputargli il dito, ma lui riesce a distrarle offrendosi di masturbare Leanne, in modo da farle "testare" il dito.
Intanto, la discussione tra Fig e Caputo continua senza arrivare a nulla e ben presto i due passano dal trattare al flirtare, facendo spazientire Taystee, che li richiama all'ordine. Alla fine, Figueroa chiede di poter vedere Humphrey per accertarsi che sia ancora vivo, ma Caputo la rassicura sulle sue condizioni di salute. Suzanne trova nei bagni Maureen sofferente, con i tagli sul viso gonfi e infettati. La porta in infermeria e lì le due si rendono conto che Humphrey non respira più.
Gloria riesce a convincere Pidge e Ouija a dormire un po', assicurando loro che sarà lei a tenere d'occhio le guardie. Le due cercano di dormire nella stanza della televisione, dove vengono spaventate dal telegiornale, che parla di come le precedenti rivolte nelle prigioni americane si siano quasi sempre concluse con l'uccisione dei detenuti. Tornano allora dai loro ostaggi, proprio quando Gloria stava per liberarli.
Piper riesce finalmente a staccare il nastro adesivo applicatole sulla bocca e inizia a gridare, attirando l'attenzione delle donne nel bunker di Frieda. Subito dopo, Alex riesce a raggiungere le forbici e a liberarsi le mani; cerca di aggredire Piscatella, ma lui le spezza un braccio. Improvvisamente, Gina appare sulla soglia del ripostiglio e la guardia, allarmata, inizia a rincorrerla. Lei lo porta fino al bunker, dove Frieda lo colpisce con un dardo imbevuto di sonnifero.

#### Flashback
Viene mostrato il passato di Piscatella, quando lavorava nel carcere maschile e aveva intrecciato una relazione con uno dei detenuti, apertamente omosessuale. Proprio per questa ragione, l'uomo viene picchiato e seviziato da un gruppo di omofobi; per punire il capo, Piscatella lo incatena nella doccia e apre l'acqua bollente, ignorando le sue urla di dolore.

## Rompere il soffitto di truciolato
- Titolo originale: Breaking the Fiberboard Ceiling
- Diretto da: Wendey Stanzler
- Scritto da: Lauren Morelli
- Personaggio in primo piano: -

### Trama
Red vorrebbe torturare Piscatella per vendicarsi e indurlo a confessare quanto fatto alle detenute, ma le altre la convincono a non agire come avrebbe fatto lui. Nel frattempo, Piper insiste perché Alex vada a cercare aiuto per il suo braccio rotto.
Intanto Suzanne, con l'aiuto di Cindy e Janae, rinchiude Humphrey nello sgabuzzino in cui ha fatto sesso con Maureen. Alison le raggiunge e, sconvolta, osserva che la guardia è morta. Questa osservazione scatena una crisi di rabbia in Suzanne, sconvolta per quanto sta succedendo e per essere stata privata dei suoi medicinali; la donna attacca Cindy, accusandola di essere una bugiarda, poiché poco prima le aveva detto che Humphrey era solo svenuto. Janae cerca di calmarla, ma le sue parole non fanno che confondere ulteriormente Suzanne, ormai completamente fuori controllo.
Per mantenersi sveglie, Pidge e Ouija hanno iniziato a sniffare polvere di caffè, mentre Zirconia tormenta le guardie mostrando a loro video di pornografia violenta. Dixon inizia ad urlare e Gloria entra nella cella e lo minaccia. Lui replica che, anche se inizialmente le detenute avrebbero potuto attirare la simpatia del pubblico per via delle pessime condizioni in cui versavano, nessuno sarà dalla loro parte quando si verrà a sapere del trattamento riservato agli ostaggi. Spazientita, Mendoza ordina alle guardie di seguirla in cortile, dicendo a Pidge e Ouija di volerle rinchiudere nei bagni chimici per punirle. Il suo scopo è quello di allontanarle dalle altre detenute per poi aiutarle a fuggire.
Cindy chiede aiuto a Taystee per Suzanne, ma lei la manda via, sostenendo di essere troppo impegnata nelle negoziazioni. Cindy, allora, si rivolge a Lorna, chiedendo le medicine di Warren, ma lei replica che nessuno ha più bisogno di antipsicotici. Per tutta risposta, Cindy la caccia dall'infermeria e si appropria di alcuni flaconi di litio.
Big Boo ha trovato sul telefono di Linda le sue foto con Caputo e crede che sia un'infiltrata dell'MCC.
Maria sente Gloria che parla al telefono con Benny, pronto per entrare in sala operatoria, assicurandogli che presto sarà da lui. Quando Ruiz le chiede spiegazioni, Mendoza è costretta a parlarle del suo piano, temendo che lei possa fare la spia con le altre Latine; sorprendentemente, Maria risponde che lei avrebbe fatto lo stesso per la sua Pepa.
Nel bunker, Red e le altre stanno discutendo sul da farsi. Gina mostra un video da lei girato con il telefono di Piscatella che rompe il braccio ad Alex e le donne decidono di postarlo su internet. Nei bagni, Lorna ha fatto un test di gravidanza, scoprendo di essere davvero incinta.
Mentre Gloria sta portando nei bagni chimici Luschek, l'ultima guardia rimasta, si rende conto che tutti i bagni sono vuoti e che qualcuno ha aperto un buco nella rete del cortile attraverso cui le guardie sono scappate. Gloria cerca di passare a sua volta attraverso il buco, ma viene fermata da Pidge e Ouija.

## Un tatuaggio per te
- Titolo originale: Tattoo You
- Diretto da: Mark A. Burkley
- Scritto da: Tara Hermann, Carolina Paiz
- Personaggi in primo piano: Piper Chapman e Alex Vause

### Trama
Quando Nicky scopre che Lorna sta davvero aspettando un bambino, telefona a Vincent Muccio e lo convince a tornare da sua moglie. Doggett scappa attraverso il buco nella rete e si rifugia nella casetta delle guardie.
Taystee rifiuta l'offerta di Fig di mettere fine alla rivolta in cambio dell'esaudimento di tutte le loro richieste, fatta eccezione per l'incarcerazione di Bayley, con grande disappunto delle altre detenute. La liberazione degli ostaggi viene comunque considerato un atto di resa, finché gli uomini del governatore non si rendono conto che è stata Maria Ruiz a far fuggire le guardie per ottenere una riduzione della pena; Taystee e le altre detenute non hanno alcuna intenzione di arrendersi.
Piper nota che diversi civili si sono assiepati ai cancelli del Litchfield, tra cui anche sua madre. Corre allora nell'ufficio di Caputo per telefonarle e chiederle il perché della sua presenza. Carol Chapman risponde di aver visto su internet il video di Piscatella che picchia una detenuta e di essere preoccupata per lei. Piper la rassicura e le rivela di essere ancora innamorata di Alex; la donna le da la sua benedizione. Piper, allora, torna nel bunker e chiede ad Alex di sposarla. Dopo un'iniziale esitazione, Vause accetta.
Taystee torna nelle cuccette e scopre che Suzanne è in stato catatonico a causa del litio che Cindy le ha somministrato. Viene poi raggiunta da Carmen Aziza e Pidge, con la notizia che Ruiz ha consegnato gli ostaggi e che il governatore ha ordinato alla CERT di intervenire per liberare il carcere. Terrorizzata, Taystee va alla ricerca di Figueroa. Non trovandola, corre all'ingresso e urla alle guardie di fermarsi, ma è troppo tardi.

#### Flashback
Vengono mostrati alcuni episodi della tormentata relazione tra Piper e Alex, in particolare quando la prima si è tatuata un pesce sulla nuca per fare un dispetto alla sua ragazza, e i pentimenti della seconda dopo aver fatto il nome di Chapman al processo, per ottenere una riduzione della pena.

## Aria di tempesta
- Titolo originale: Storm-y Weather
- Diretto da: Jesse Peretz
- Scritto da: Lauren Morelli
- Personaggio in primo piano: -

### Trama
Gli agenti della CERT irrompono nel carcere, immobilizzando tutte le detenute, utilizzando la forza e il teaser, se necessario.
Intanto Taystee e Cindy sono nel panico, perché Suzanne è ancora incosciente a causa del litio. Nicky le porta nel bunker di Frieda e, per impedire che Warren abbia un infarto, le pratica un'iniezione di epinefrina, riuscendo a salvarla.
Angie e Leanne bruciano gli schedari con le note di demerito di tutte le detenute, prima di essere ammanettate e portate fuori con le altre. Le detenute sono tutte in cortile, sotto gli occhi della televisione e dei loro parenti e familiari. Linda tenta di farsi rilasciare, urlando a gran voce di lavorare per l'MCC, ma viene subito imitata da Boo e da altre detenute, perdendo di credibilità. Mancano ancora all'appello, oltre a Pennsatucky che è nella casetta delle guardie insieme a Charlie, le dieci nascoste nel bunker: Red, Gloria, Blanca, Frieda, Piper, Alex, Nicky, Cindy, Taystee e Suzanne. Caputo rivela dell'esistenza della vecchia piscina in cui potrebbero essersi nascoste. Il capo del CERT è convinto che si siano nascoste per progettare un'offensiva.
Nel bunker, Taystee è rimasta sconvolta nel vedere Piscatella. Gli punta la pistola contro, accusandolo della morte di Poussey, ma poi scoppia in lacrime e lascia cadere l'arma. Red si convince a liberare l'uomo e gli intima di uscire dal carcere senza fare del male a nessuno. Piscatella obbedisce, ma nel corridoio viene ucciso da un giovane agente del CERT che l'aveva scambiato per una delle detenute.
All'esterno, le detenute vengono smistate in diversi van per essere trasportate nel carcere di massima sicurezza. Le dieci detenute nel bunker si prendono per mano, in attesa del CERT che irrompa e le porti via.